# Microstrobilinia castrans
Microstrobilinia castrans ist ein Schlauchpilz aus der Familie der Sclerotiniaceae, der auf Fichtenblüten parasitiert. Der Pilz wurde 2023 von Schweizer Forschern der Eidgenössischen Forschungsanstalt für Wald, Schnee und Landschaft (WSL) erstbeschrieben.

## Merkmale

### Makroskopische Merkmale
Die Fruchtkörper (Apothecien) erscheinen zu mehreren auf stromatisierten männlichen Fichtenblüten. Durch den Pilzbefall wird das Innere der Blüten schwarz, mit Ausnahme der vom Pilz durchwachsenen Pollensäcke. Die zäfpfchenartigen männlichen Blüten der Fichten können sich nicht mehr strecken, um den Pollen zu entlassen.
Primordiale Apothecien einzeln oder in Kleingruppen, schwarz, kugelig, 0,2–0,5 mm breit.
Ein reifes Apothecium ist 1–5 mm breit, flach bis becherförmig, mit bis zu 0,5 mm langem Stiel und austrocknungstolerant. Das Hymenium ist jung cremefarben bis hellbraun, alt gräulich, der Rand ist weiß bis hellbraun bewimpert; außen ist es dunkelbraun bis schwarz, jung weiß bereift, alt kahl und rau bis faltig.

### Mikroskopische Merkmale
Asci zylindrisch, inamyloid, 108 × 14,6 µm, ohne sichtbaren Apicalapparat, viersporig. Sporen zitronen-, bis mandelförmig, 25 × 13 µm, reif mit 16 Kernen. Ektales Excipulum 35–70 µm dick, dunkelbraun; die äußerste Zellschicht besteht aus kugeligen Zellen mit 4–16 µm Durchmesser (Textura globulosa). Der innere Teil ist aus 2–3(–4) Reihen kugeliger bis rechteckiger, senkrecht ausgerichteter, 5–25 × 4–12 µm großer Zellen zusammengesetzt (Textura globulosa-angularis-prismatica). Rand mit hyalinen bis hellbraunen, dünnwandigen Hyphenhaaren (bis 100 × 3–6 µm). Medullares Excipulum 30–50 µm dick, aus parallel verlaufenden, 3–5 µm breiten Hyphen mit braun inkrustierten Wänden aufgebaut (Textura porrecta), Hyphen 3–5 µm breit, Wände mit kleinen braunen Körnchen inkrustiert. Subhymenium 10–20 µm dick, hellbraun, aus 2–3 µm breiten, ineinander verschlungenen Hyphen aufgebaut (Textura intricata). Hymenium bisweilen mit rosa bis rotbraunem Pigment, das in Kalilauge blau bis schwarzviolett verfärbt und mit Säure wieder entfärbt. Paraphysen ebenso lang wie die Asci, zylindrisch, 2–3 µm breit, meist einfach und manchmal verzweigt. Spitzen manchmal leicht kopfig, mehrfach septiert, Inhalt der Endzellen mit farblosen bis hellbraunen, 0,5–1,5 µm großen Tröpfchen.

## Ökologie und Phänologie

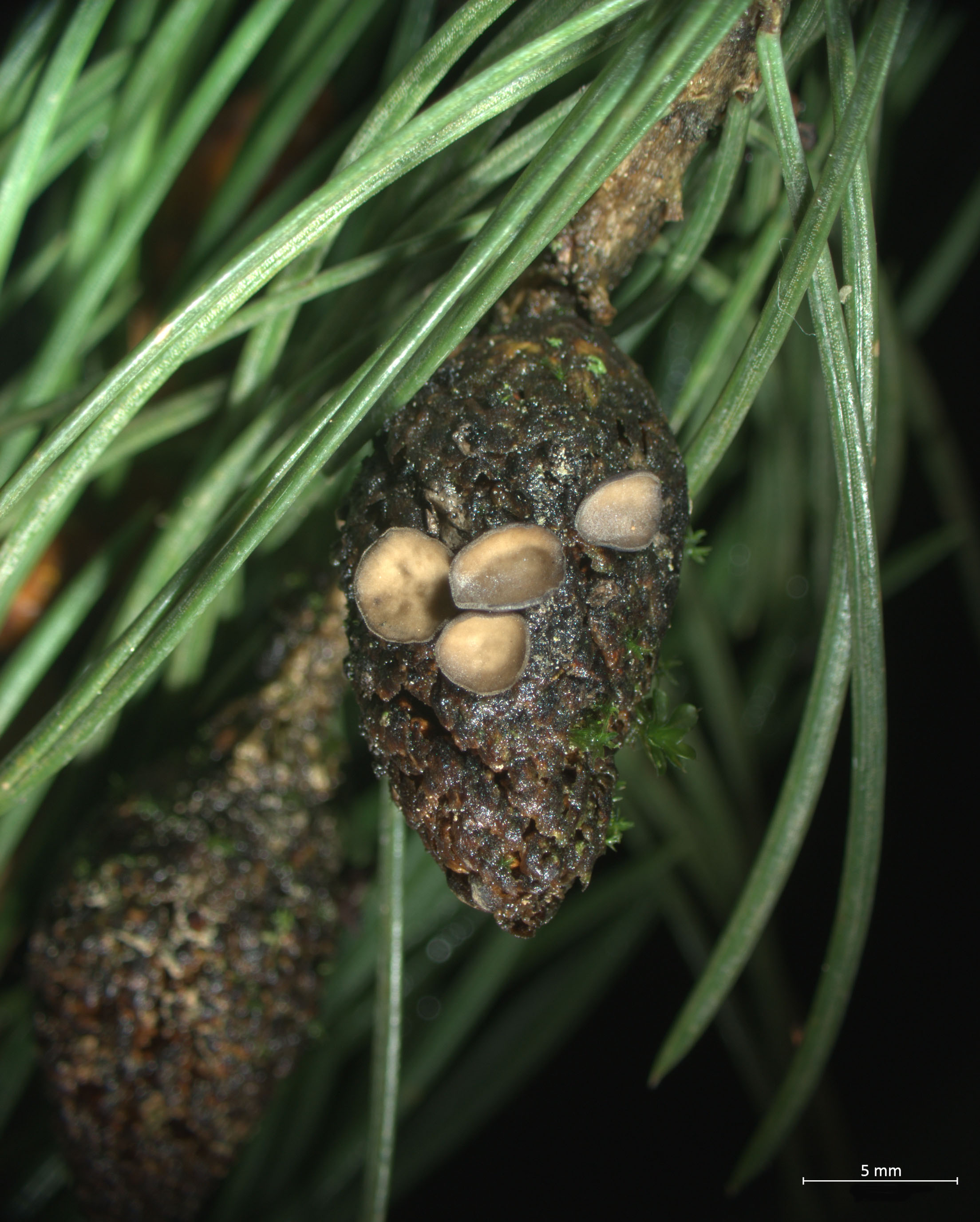
Apothecien von Microstrobilinia castrans auf männlicher Blüte von Himalaja-Fichte (Picea smthiana) im Frühjahr.

Microstrobilinia castrans parasitiert auf den Blüten von natürlich vorkommenden Gemeinen Fichten (Picea abies) sowie von angepflanzten Serbischen Fichten (Picea omorika) und Himalaja-Fichten (Picea smithiana). Sie ist die einzige bekannte Pilzart, die Fichtenpollen in der männlichen Blüte infiziert. Im Frühjahr sind die Apothecien reif und setzten die Sporen frei. Diese infizieren junge männliche Blütenknospen der Fichten. Die Fichtenblüten (männliche Zapfen) werden vom Pilzmycel durchwachsen und stromatisiert. Die Pilzhyphen dringen in die Pollenkörner ein und ernähren den Pilz vom Polleninhalt. Im Sommer bilden sich dann die jungen primordialen Apothecien und wachsen bis zum Herbst weiter. Nach der Überwinterung sind die neuen Apothecien in nächsten Frühjahr reif. Auf großen Fichtenblüten kann Microstrobilinia castrans mehrere Jahre leben, so dass man alte, vorjährige Apothecien neben jungen finden kann.
Es wurde beobachtet, dass immer nur wenige Blüten einer Fichte befallen werden. Eine Gefahr für die Fichten besteht daher nicht.

## Verbreitung
Microstrobilinia castrans wurde bisher in der Schweiz, Deutschland, Frankreich und Italien nachgewiesen. Auf der Gemeinen Fichten (Picea abies) wurde er bisher nur in Berglagen über 800 m in den Alpen, dem Jura und dem Schwarzwald gefunden, im Flachland dagegen nur auf in Parkanlagen und Gärten angepflanzten Serbischen Fichten (Picea omorika) und Himalaja-Fichten (Picea smithiana).

## Art-/Gattungsabgrenzung
Nur Gemmamyces piceae, der Verursacher des Knospensterbens bei Fichten, führt zu ähnlichen Symptomen bei Fichtenblüten. Doch die Fruchtkörper (kugelförmig bei Gemmamyces piceae, becherförmig bei Microstrobilinia castrans) können nicht verwechselt werden.

## Etymologie
Der Gattungsname Microstrobilinia (griechisch „kleiner Zapfen“) stammt von der botanischen Bezeichnung für die Fichtenblüten (männliche Zapfen), auf denen der Pilz lebt.
Das Artepitheton castrans (lateinisch „kastrierend“) weist darauf hin, dass von diesem Pilz befallene männlichen Fichtenblüten unfruchtbar werden.